# بالانکور-سور-اسون
بالانکور-سور-اسون (به فرانسوی: Ballancourt-sur-Essonne) یک کمون (فرانسه) در فرانسه است که در Seine-et-Oise واقع شده‌است. بالانکور-سور-اسون ۱۱٫۳۰ کیلومتر مربع مساحت دارد.